# Allophylus marquesensis
Allophylus marquesensis är en kinesträdsväxtart som beskrevs av Forest Brown. Allophylus marquesensis ingår i släktet Allophylus och familjen kinesträdsväxter. Inga underarter finns listade i Catalogue of Life.